# Victor Thuau
Victor Thuau né le 14 septembre 1880 dans le 15e arrondissement de Paris, mort le 29 février 1964 à Gouvieux, est un coureur cycliste français.

## Palmarès
- 1900
  - 3e du 3 000 mètres des Jeux olympiques de Paris 1900[2]
- 1903
  -  Champion de France de vitesse